# Ferreries
Ferreries (in catalano e ufficialmente), in castigliano Ferrerías, è un comune spagnolo di 4 669 abitanti situato nella comunità autonoma delle Baleari, sull'isola di Minorca.